# Szostaków (stacja kolejowa)
Szostaków (lit. Šeštokai) – węzłowa stacja kolejowa w miejscowości Szostaków, w rejonie łoździejskim, w okręgu olickim, na Litwie. Węzeł linii Kozłowa Ruda – Suwałki ze ślepą linią do Olity. Przez stację przebiega również Rail Baltica.

## Historia
Stacja powstała w czasach carskich na linii kolei zaniemeńskiej. Węzłem kolejowym została w 1923.
Do wejście w życie układu z Schengen 21 grudnia 2007, była to litewska stacja graniczna na granicy z Polską.